# هومبرغ (أوم)
هومبرغ (بالألمانية: Homberg (Ohm)) هي بلدة، Luftkurort، مدينة وبلدة ألمانية تقع في ألمانيا في Vogelsbergkreis. يقدر عدد سكانها بـ 7,842 نسمة .

## المدن التوأمة
مدن شتاترودا وThouaré-sur-Loire هي مدن توأمة لـهومبرغ.